# Westfälisches Quadrat
Als Westfälisches Quadrat wird ein in Westfalen verbreiteter Grundriss von mittelalterlichen Hallenkirchen bezeichnet.

## Kennzeichen
Bei diesen Bauten ist das Kirchenschiff – zumeist von der Ostseite des Turmes bis zum Beginn des Chores gemessen – kaum länger als breit. Zumeist hat der Kirchenraum drei Schiffe von im Prinzip drei Jochen. Man spricht auch von Vier-Säulen-Halle.

## Varianten und Verbreitung
Tatsächlich gibt es eine gewisse Bandbreite der Grundrisse, die als westfälisches Quadrat bezeichnet werden:
- Es gibt Kirchenräume, die außer drei mal drei etwa gleichartigen Jochen nur eine Apsis oder auch drei Apsiden aufweisen.
- Bei anderen Kirchen schließt an das Mittelschiff ein (manchmal fast ebenso langer) Chor an, dessen geringe Breite geradezu in einem Missverhältnis zu dem der Halle stehen kann.
- Wo ein Querschiff vorhanden ist, kann dieses Teil des Quadrats sein wie bei der ehemaligen Ansgarikirche in Bremen, oder als zusätzlicher Gebäudeteil zwischen Quadrat und Chor stehen, wie beim Mindener Dom.

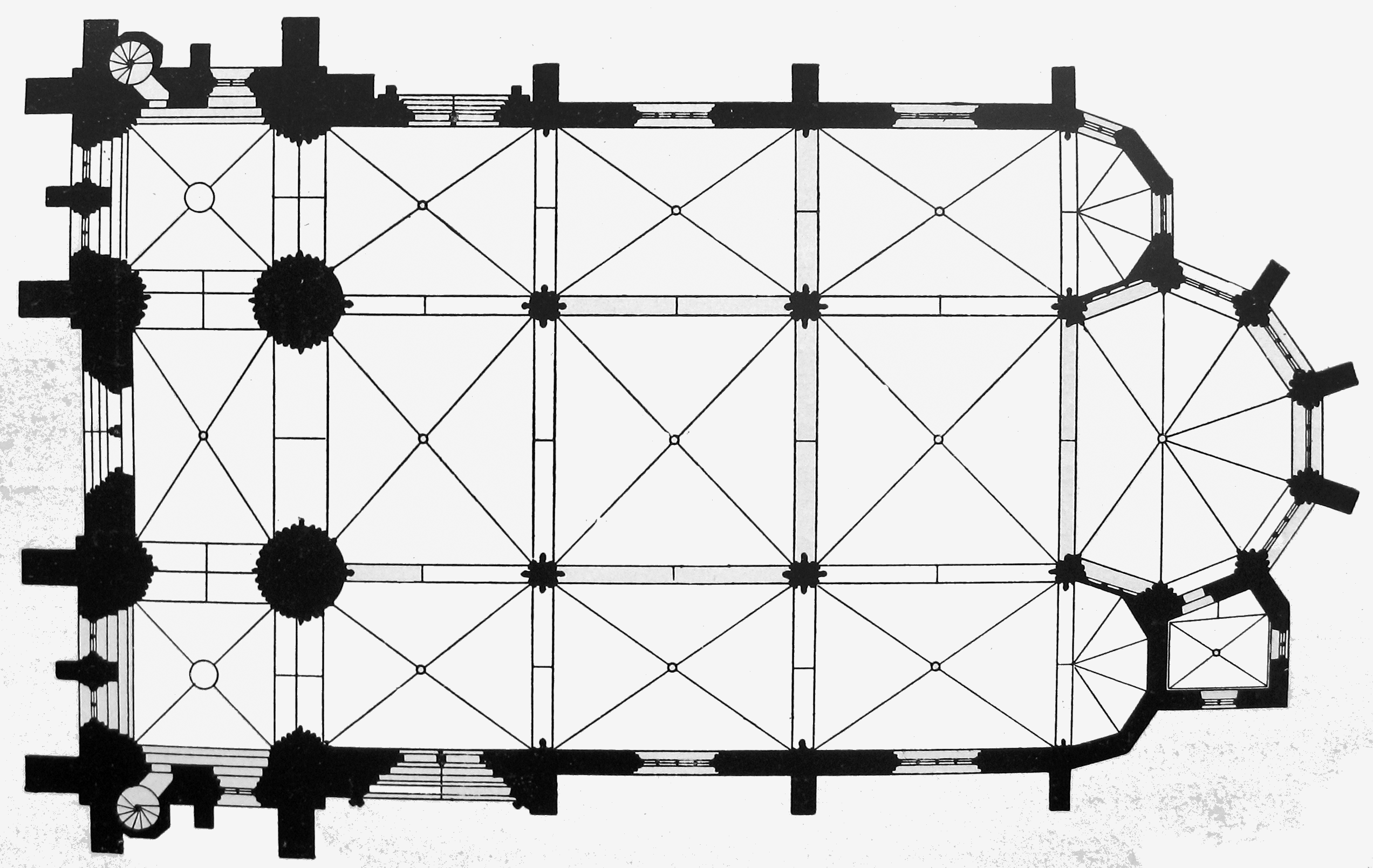
Wiesenkirche in Soest, Apsiden unmittelbar an der Halle
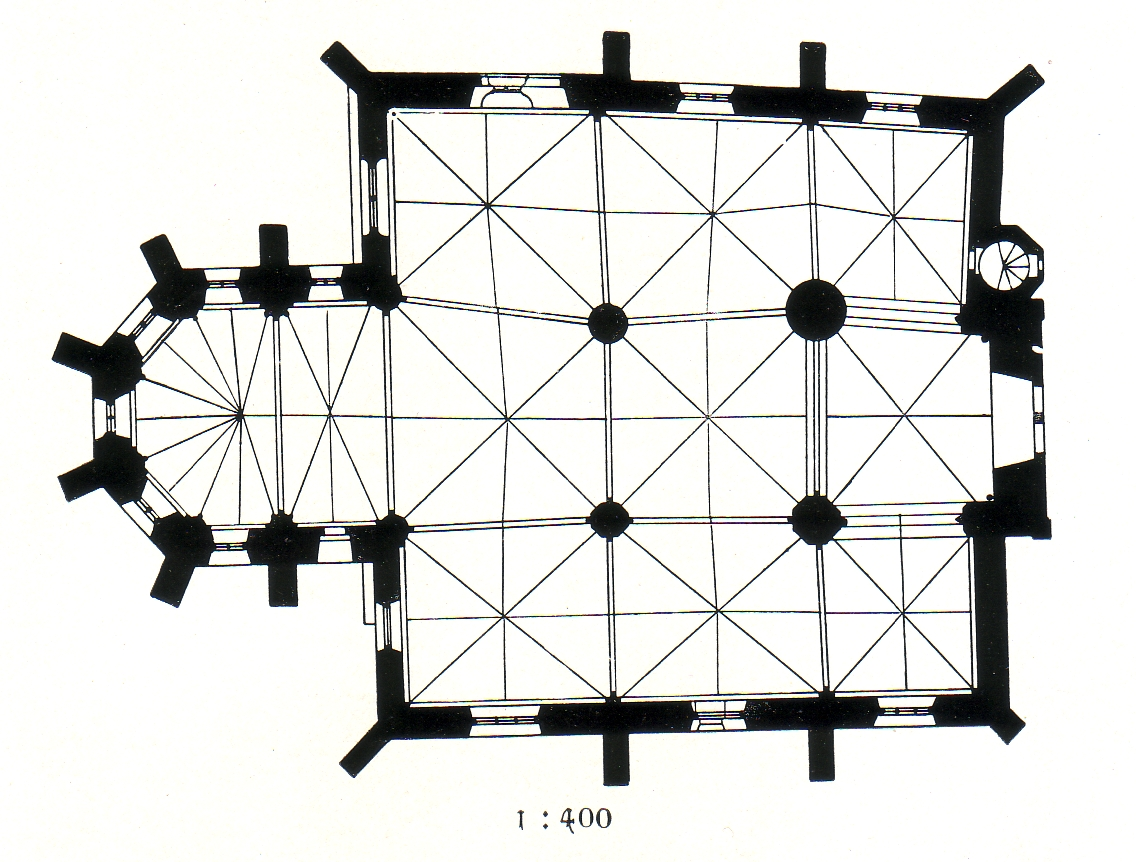
St. Jakobi in Herford
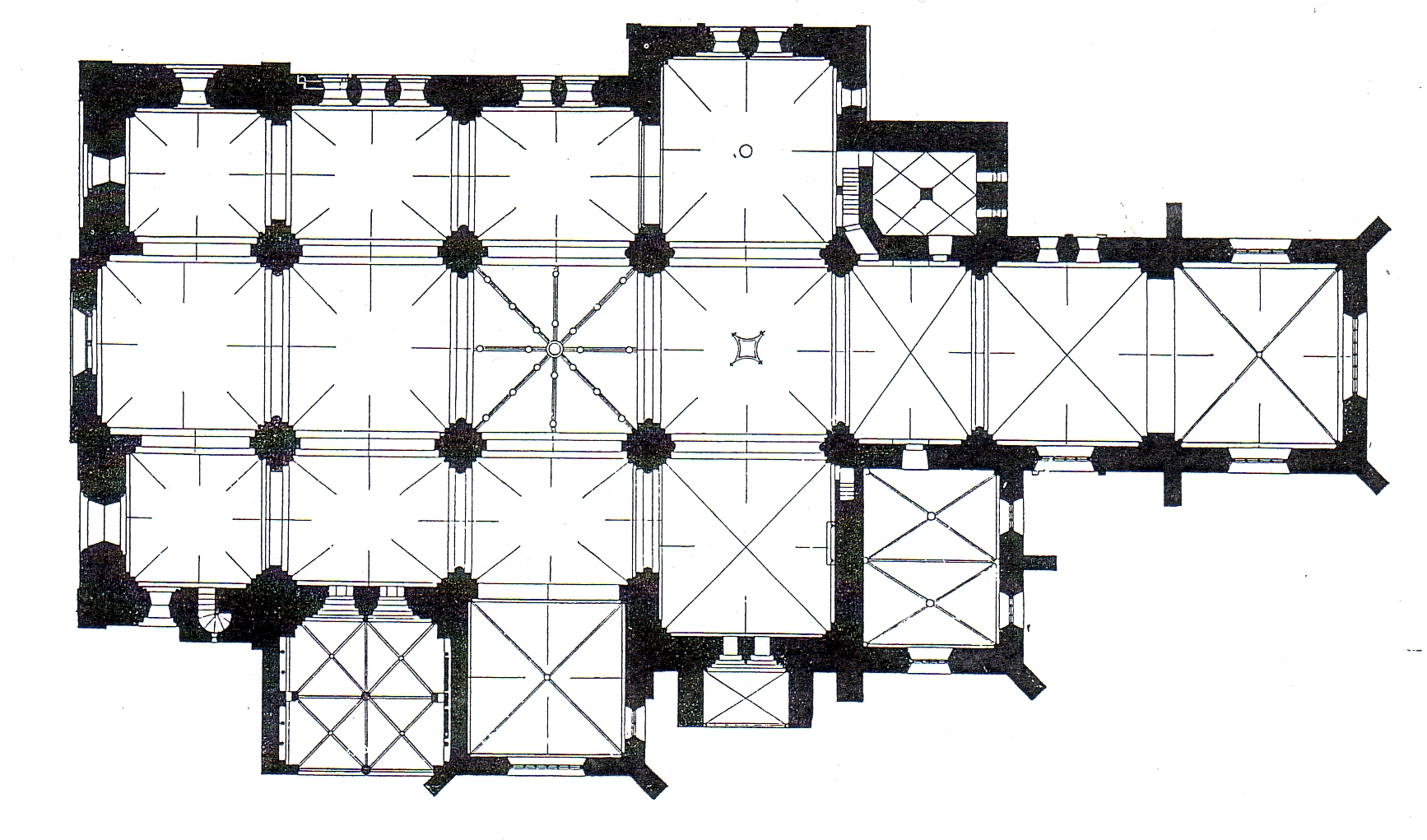
Herforder Münster, einschließlich der Turm-Erdgeschosse ein Quadrat vor dem Querschiff
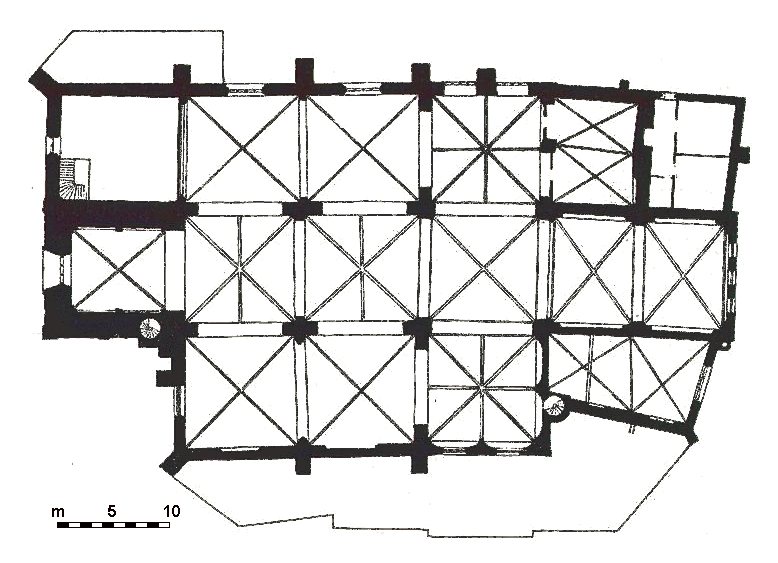
Ehemalige Ansgarikirche in Bremen

In Westfalen sind Hallenkirchen insgesamt besonders häufig. Bei manchen ist das Kirchenschiff (abgesehen vom Chor) sogar kürzer als breit.

## Parallelen in anderen Regionen

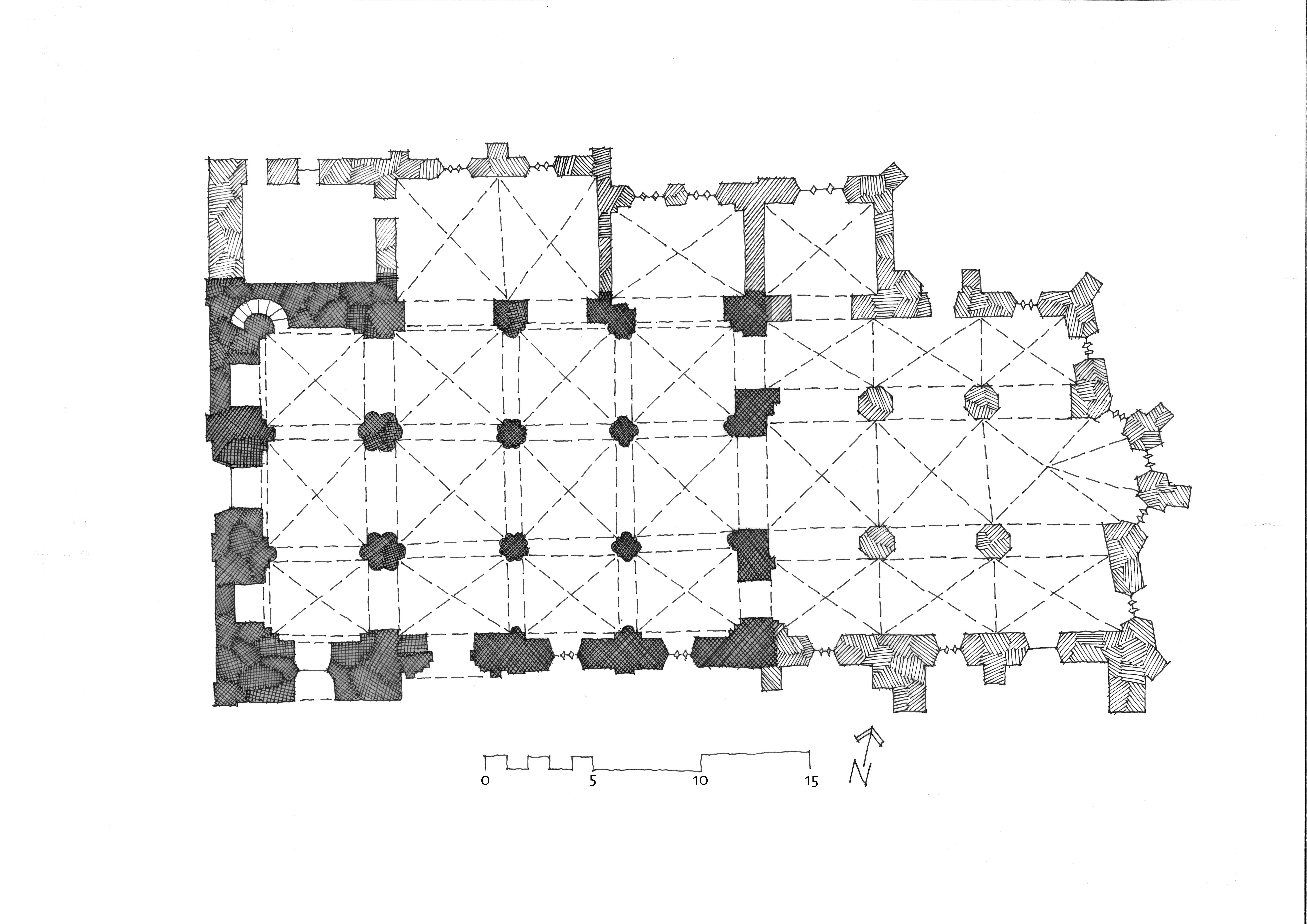
St. Jakob und St. Dionysius Gadebusch, nach Schlie 1898

Hallenkirchen mit quadratischem Grundriss gibt es – unabhängig von westfälischem Einfluss – auch in anderen Regionen.

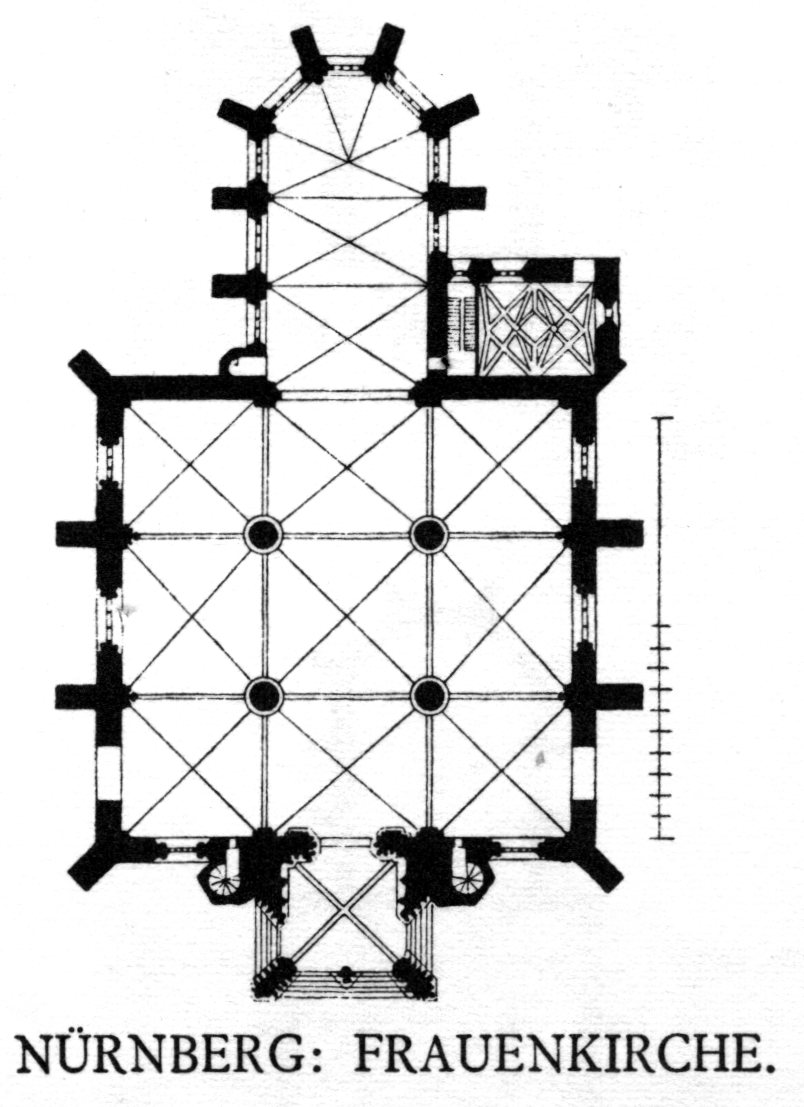
Frauenkirche in Nürnberg
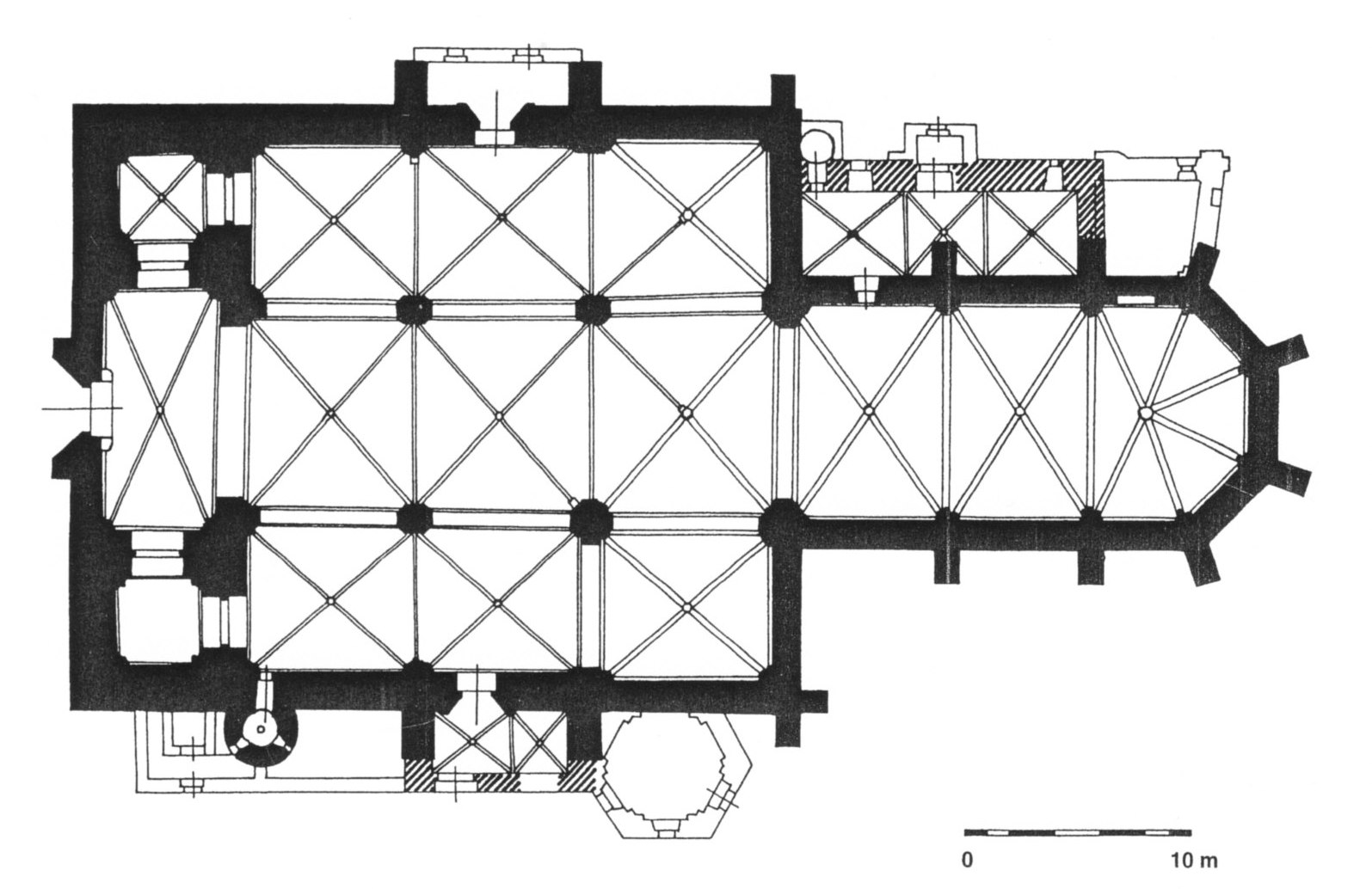
Liebfrauenkirche in Głubczyce (Leobschütz), Oberschlesien, PL

## Beispiele

### In Westfalen
- Altstädter Nicolaikirche in Bielefeld
- Petrikirche in Dortmund
- Herforder Münster
- St. Jakobi in Herford
- Marienkirche in Herford
- Jacobikirche in Lippstadt
- St. Lamberti in Münster
- Alte Kirche in Warstein
- St. Aegidius in Wiedenbrück
- St. Maria zur Wiese in Soest[1]
- Marienkirche in Trendelburg[2]

### In Norddeutschland (unter westfälischem Einfluss)
- Liebfrauenkirche in Bremen
- St. Nikolai in Grevesmühlen
- St. Jakob und St. Dionysius in Gadebusch
- Stadtkirche Laage